# Nemestrinus exalbidus
Nemestrinus exalbidus är en tvåvingeart som först beskrevs av Robert W. Lichtwardt 1907.  Nemestrinus exalbidus ingår i släktet Nemestrinus och familjen Nemestrinidae. Inga underarter finns listade i Catalogue of Life.